# Henriette (Minnesota)
Henriette ist eine Stadt im Pine County in Minnesota, Vereinigte Staaten. Das U.S. Census Bureau hat bei der Volkszählung 2020 eine Einwohnerzahl von 57 ermittelt.

## Geographie
Henriette liegt etwa in der Mitte zwischen Grasston im Süden und Brook Park. Der Ort liegt in einer Landschaft, in der sich Felder und kleine Wälder abwechseln. Nach den Angaben des United States Census Bureau hat die Stadt eine Fläche von 0,6 km², alles davon entfällt auf Land. Am westlichen Rand der City verläuft in Nord-Süd-Richtung die Minnesota State Route 107, die den Ort südwärts mit Cambridge verbindet. Durch Henriette führt die Bahnstrecke von Minneapolis nach Superior am Oberen See, die zur BNSF Railway gehört.

## Demografische Daten
Nach der Volkszählung im Jahr 2010 lebten in Henriette 71 Menschen in 32 Haushalten. Die Bevölkerungsdichte betrug 101,4 Einwohner pro Quadratkilometer. In den 32 Haushalten lebten statistisch je 2,22 Personen.
Nach Rassen betrachtet, besteht die Bevölkerung mit sieben Ausnahmen nur aus Weißen. Unabhängig von der rassischen Zugehörigkeit waren 4,2 Prozent (drei Personen) der Bevölkerung spanischer oder lateinamerikanischer Abstammung.
22,5 Prozent der Bevölkerung waren unter 18 Jahre alt, 55,0 Prozent waren zwischen 18 und 64 und 22,5 Prozent waren 65 Jahre oder älter. 45,1 Prozent der Bevölkerung war weiblich.

Das mittlere jährliche Einkommen eines Haushalts lag bei 22.500 USD. Das Pro-Kopf-Einkommen betrug 11.487 USD. 52,6 Prozent der Einwohner lebten unterhalb der Armutsgrenze.